# Kylie Showgirl
Kylie Showgirl je DVD avstralske pop pevke Kylie Minogue, posnet v živo med njeno turnejo Showgirl: The Greatest Hits Tour v centru Earls Court v Londonu, Anglija in izdan 25. novembra 2005 v Evropi pri založbi EMI.

## Seznam pesmi
- »Uvertura«
- »Better the Devil You Know«
- »In Your Eyes«
- »Giving You Up«
- »On a Night Like This«
- »Shocked«
- »What Do I Have to Do?«
- »Spinning Around«
- »In Denial«
- »Je Ne Sais Pas Pourquoi«
- »Confide in Me«
- »Red Blooded Woman« / »Where the Wild Roses Grow«
- »Slow«
- »Please Stay«
- »Over the Rainbow«
- »Come into My World«
- »Chocolate«
- »I Believe in You«
- »Dreams«
- »Hand on Your Heart«
- »The Loco-Motion«
- »I Should Be So Lucky«
- »Your Disco Needs You«
- »Put Yourself in My Place«
- »Can't Get You Out of My Head«
- »Especially for You«
- »Love at First Sight«

### Posebni dodatki
- Za perjem – dokumentarni film o dogajanju v zaodrju
- Showgirl - več vizualnih učinkov z odra
- Showgirl - ROM razdelek

## Dosežki
Leta 2005 je DVD Kylie Showgirl v Avstraliji prejel trikratno platinasto certifikacijo s strani organizacije Australian Recording Industry Association in postal deseti najbolje prodajani DVD v državi. Naslednjega leta je DVD prejel 4x platinasto certifikacijo.
| Lestvica (2005)                    | Dosežek |
| ---------------------------------- | ------- |
| Avstralija (ARIA DVD Chart)        | 1       |
| Združeno kraljestvo (UK DVD Chart) | 2       |
| Avstrija (Austrian DVD Chart)      | 6       |
| Nemčija (German DVD Chart)         | 7       |
| Kanada (Canadian DVD Chart)        | 9       |
| Belgija (Belgian DVD Chart)        | 10      |

### Certifikacija
| Država                    | Certifikacija | Prodaja |
| ------------------------- | ------------- | ------- |
| Avstralija (ARIA)         | 4× platinasta | 60.000  |
| Združeno kraljestvo (BPI) | Platinasta    | 50.000  |

## Zgodovina izidov
| Država              | Datum             | Založba     | Format | Katalog  |
| ------------------- | ----------------- | ----------- | ------ | -------- |
| Združeno kraljestvo | 28. november 2005 | EMI         | DVD    | 3433519  |
| Združeno kraljestvo | 28. november 2005 | EMI         | UMD    | 3433516  |
| Avstralija          | 9. december 2005  | EMI         | DVD    |          |
| Japonska            | 21. december 2005 | Toshiba/EMI | DVD    | TOBW3270 |
| Brazilija           | April 2007        | EMI         | DVD    |          |